# Anomala callifera
Anomala callifera är en skalbaggsart som beskrevs av Ohaus 1938. Anomala callifera ingår i släktet Anomala och familjen Rutelidae. Inga underarter finns listade i Catalogue of Life.